# ジゼル・シルバ
ジゼル・シルバ（Gyselle Silva、1991年10月29日 - ）は、キューバの女子バレーボール選手。ポジションはオポジット。元キューバ代表。

## 来歴
- クラブチーム

サンティアーゴ・デ・クーバ出身。2010年、Santiago De Cubaへ入団。2010/11シーズンのキューバ国内リーグではMVPに選ばれた。2014/15シーズンにアゼルバイジャンのラビタ・バクーへ入団し、アゼルバイジャンリーグで優勝、欧州チャンピオンズリーグに出場した。2015/16シーズンはトルコのハルクバンク・アンカラへ移籍し、1年間プレーした。2016/17シーズンは中国スーパーリーグの云南女排でプレーした。2017/18シーズンはフィリピンのPLDT Volleyball Clubと契約し、2018年4月に行われた試合では1試合で56得点をあげるなどしてシーズンのベストスコアラー部門でトップの活躍をみせた。2018年7月、イタリアセリエA1のキエーリ'76・バレーボールへ移籍することが発表され、1年間プレーした。2019年6月、ポーランドのグルパ・アゾティ・チェミック・ポリツェへの移籍が発表され、2019/20シーズンのポーランドカップで優勝しMVPを受賞し、タウロンリーガでも優勝を果たし、ベストアウトサイドヒッター賞を受賞した。その後は産休を経て、2021年8月、IŁ Capital Legionovia Legionowoで現役復帰することが発表され、2021/22シーズンのタウロンリーガでは5位となった。2022年8月、ギリシャのAEK Athensへ移籍し、2022/23シーズンはギリシャカップで優勝し、ギリシャリーグでは4位となった。2023年5月、韓国VリーグのGSカルテックス・ソウルKIXXへの入団が発表され、2023/24シーズンの韓国Vリーグではベストスコアラー部門でトップの活躍をみせ、シーズンのベストオポジット賞を受賞した。2024/25シーズンもGSカルテックスと契約更新した。
- 代表チーム

2007年、シニア代表に初選出され、同年のワールドグランプリでデビューした。同年9月の北中米選手権では金メダルを獲得した。2010年、日本で開催された世界選手権に出場した。2011年、2011年バレーボール女子北中米選手権で銅メダルを獲得した。2012年、ロンドン五輪世界最終予選に出場した。同年のワールドグランプリに出場し6位となった。

## 球歴
- 世界選手権 - 2010年
- ワールドグランプリ - 2007年、2011年、2012年
- 北中米選手権 - 2007年、2009年、2011年

## 所属クラブ
- Santiago De Cuba（2010-2012年）
- ラビタ・バクー（2014-2015年）
- ハルクバンク・アンカラ（2015-2016年）
- 云南女排（2016-2017年）
- PLDT Volleyball Club（2017-2018年）
- キエーリ'76・バレーボール（2018-2019年）
- グルパ・アゾティ・チェミック・ポリツェ（2019-2020年）
- IŁ Capital Legionovia Legionowo（2021-2022年）
- AEK Athens（2022-2023年）
- GSカルテックス・ソウルKIXX（2023-）